# Vulkanni
Vulkanni (en rus: Вулканный) és un poble (un possiólok) del krai de Kamtxatka, a Rússia, que el 2021 tenia 1.329 habitants. Pertany al districte de Iélizovo.